# Cremastus prominens
Cremastus prominens là một loài tò vò trong họ Ichneumonidae.